# Voerladegård
Voerladegård is een plaats in de Deense regio Midden-Jutland, gemeente Skanderborg. De plaats telt 598 inwoners (2008).